# 龍月
《龍月》，是Star Hunter Entertainment製作的泰國同志愛情劇。由帕努瓦特·索普拉迪（Mos）與蒙拓普·赫姆坦（Bank）領銜主演。此劇於2022年11月8日起每周六晚10时50分在One 31電視台播出。

## 劇情簡介
主角Mangkorn和Yai是競爭對手，他們總是互相憎恨。
某天Yai在自己的新酒吧遇到Mangkorn。Yai借機灌醉Mangkorn並打算偷拍與他發生關係的過程以威脅Mangkorn。事後，Yai以為計畫成功滿心歡喜時，卻發現相機內的記憶卡不翼而飛。
而Mangkorn不只是拿走記憶卡反來威脅Yai的人還是Yai酒吧裝修設計團隊的一員。隨着時間流逝，他們見面次數越來越多，也漸漸地對對方暗生情愫…

## 演員陣容

### 主要人物
- 帕努瓦特·索普拉迪（Mos）飾演 Mangkorn
- 蒙拓普·赫姆坦（Bank）飾演 Yai

### 其他人物
- 鮑文·康紐迪（Fong）飾演 Park
- 拉塔薩特·布特旺（JJ）飾演 Phong
- 瑪圖拉達·圖伊南邦（Mild）飾演 Hong
- 塔納科恩·庫爾賈拉松巴特（Big）飾演 Nine
- 韦恩·法爾科納（Wayne）飾演 Yai的父親
- 亞瓦林·春楚（Eve）飾演 Ajo
- 卡薩馬·坎伽納瓦塔納（Jame）飾演 George

## 劇集原聲帶
| 發佈年份 | 發佈日期 | 歌名                   | 演唱者        | 來源  |
| -------- | -------- | ---------------------- | ------------- | ----- |
| 2022年   | 9月21日  | Dancing With The Devil | 蒙拓普·赫姆坦 | [ 3 ] |
| 2022年   | 11月8日  | ได้แค่ยิ้ม (Just Smile)    | 蒙拓普·赫姆坦 | [ 4 ] |

## 現場演出

### 粉絲見面會
| 年份   | 日期     | 粉絲見面會名稱                   | 國家/地區 | 演出場地                | 來源  |
| ------ | -------- | -------------------------------- | --------- | ----------------------- | ----- |
| 2022年 | 11月26日 | Big Dragon Final Ep. Fan Meeting | 泰國      | 暹罗天地 ICON CINECONIC | [ 5 ] |

## 外部連結
剧版
- 《龍月》的Facebook專頁（泰文）
- MyDramaList 劇集介紹及劇評 （页面存档备份，存于） （英文）
- 豆瓣电影上《龍月》的資料 （简体中文）
- 互联网电影数据库（IMDb）上《龍月》的资料（英文）
- YouTube上的《龍月》播放列表

电影版
- 豆瓣电影上《龙月：电影版》的資料 （简体中文）